# گچیت‌لی (یورغیر)
گچیت‌لی (به ترکی استانبولی: Geçitli) یک منطقهٔ مسکونی در ترکیه است که در یورغیر واقع شده‌است. بیشتر جمعیت آن را کردها و بخشی را ترک‌ها تشکیل می‌دهند.